# Селегас
Селегас (итал. Selegas) је насеље у Италији у округу Каљари, региону Сардинија.
Према процени из 2011. у насељу је живело 1295 становника. Насеље се налази на надморској висини од 224 м.

## Становништво
Према резултатима пописа становништва 2011. у општини је живело 1.433 становника.
| 1931. | 1936. | 1951. | 1961. | 1971. | 1981. | 1991. | 2001. | 2011. |
| ----- | ----- | ----- | ----- | ----- | ----- | ----- | ----- | ----- |
| 1.426 | 1.488 | 1.756 | 1.827 | 1.483 | 1.439 | 1.506 | 1.523 | 1.433 |